# 谢飞
谢飞（1942年8月14日—），籍贯湖南省长沙市宁乡县，出生于陕西延安，中国电影导演，电影教育家，制片监制，影评人。就读毕业于北京四中，北京电影学院，在北京电影学院教课，任教授多年，曾任导演系主任，副院长。作品 《本命年》获1990年柏林电影节银熊奖，《香魂女》获得1993年柏林电影节金熊奖，《黑骏马》获1995年蒙特利尔电影节最佳电影导演奖。

## 生平
1942年8月14日，谢飞出生在陕西延安。父亲谢觉哉是1949年成立的中华人民共和国宪法和很多法律的奠定者，1959年-1965年任中华人民共和国最高法院院长。母亲王定国是老红军干部，曾任中华人民共和国内务部和最高法院的秘书。
谢飞在北京郊区住校上小学初中，20世纪五十年代在北京军区八一学校就读，1957年进入北京四中高中学习。他自幼喜欢戏剧电影，中学时演过话剧《关汉卿》中的关汉卿，从16岁开始写电影观后感，从报纸上剪电影介绍影评，常常去北京人艺看戏，观摩学习，立志做一个电影导演。1960年考入北京电影学院导演系，1965年毕业后留校在导演系任教，还没来得及追求自己的艺术理想，展现才能，就被卷入1966年的“文化大革命”。1970年随电影学院教师职工被迫到河北白洋淀农场种水稻4年。1974年 回到北京参加谢铁骊导演的《杜鹃山》拍摄，做助理导演，在钱江，陈怀皑，王好为导演的《海霞》中任副导演。1976年文革结束后，回电影学院导演系教课，同时在1978年与郑洞天联合导演《火娃》，1979年与王心语，郑洞天联合导演《向导》。1983年他独立导演《我们的田野》，开始了以独特的人道关怀，创新的电影视听元素制作出为数不多（因为还要教课，第五代，六代的很多导演摄影都是他的学生），但部部上乘佳作的唯美电影作品，受到国内外观众和影评人的喜爱，在国际影坛上频频获奖。《湘女萧萧》1988年获西班牙圣赛巴斯蒂安电影节堂吉诃德奖。《本命年》1990获百花奖最佳影片奖，德国柏林电影节银熊奖，《香魂女》1993年获柏林节金熊奖，《黑骏马》1995年获加拿大蒙特利尔电影节最佳导演奖。
1999年谢飞9次进西藏准备和拍摄的藏语史诗爱情影片《益西卓玛》屡次通不过审查，得不到公映，使这位年仅59岁的唯美导演从此放弃拍电影，转而拍摄电视连续剧，做制片监制，扶持年轻的独立电影导演，著书，上大师课，传达自己的拍摄理念和经验。他还利用网络媒体做影评，发表个人意见，做新生代电影的电影节的评审，参加国际做电影节做评审，讲课，推动中国电影在国外的影响。2023年6月他到欧洲五国（匈牙利，保加利亚，罗马尼亚，希腊，德国）讲大师课，讲授电影和多元文化的关系，受到欢迎。讲座由国际孔子学院和当地电影研究机构主持。
2012年12月，谢飞在微博发表公开信《呼吁以电影分级制代替电影审查的公开信》，呼吁当局改革电影审查制度。中国导演协会似支持。
同年他做艺术总监的《万箭穿心》，为了商业炒作，被制片人突然撤出东京电影节，他在网络上做了严厉批评。
2024年11月16日在中国电影金鸡奖发奖仪式上，中国文联授予谢飞终身成就奖。

## 电影
导演/编剧
- 火娃（1978）导演：谢飞，郑洞天 编剧：叶辛，谢飞
- 向导（1979）导演：王心语、谢飞 ，郑洞天 编剧：邓普
- 我们的田野 (1983) 导演：谢飞 编剧：潘渊亮，谢飞，晓剑
- 湘女萧萧  (1986) 导演：谢飞 乌兰 编剧：张弦 根据沈从文小说《萧萧》改编
- 本命年 (1989) 导演；谢飞 编剧：刘恒 根据刘恒小说《黑的雪》改编
- 世界屋脊的太阳(1991) 总导演：谢飞 王坪 编剧：黄世英
- 香魂女(1992) 导演 ：谢飞 编剧：谢飞 根据周大新小说《香魂塘畔的香油坊》改编
- 黑骏马(1995) 导演：谢飞 编剧：张承志 根据张承志小说《黑骏马》改编
- 益西卓玛(2000) 导演：谢飞 编剧：扎西达娃 谢飞 根据扎西达娃小说《冥》改编

制片，监制，艺术总监
- 向阳坡的故事（2012）导演/编剧: 金舸
- 万箭穿心 （2012）导演：王竟
- 蓝色骨头 （2013 导演/编剧：崔健
- 再见 爸爸 （2015）导演/编剧：张影
- 盛先生的花儿 （2016）导演：宋元成
- 抵达之谜 （2018） 导演：宋文
- 会考试的猛犸象（2023）导演/编剧：王念一

## 电视
- 银幕上的新中国故事(1999)纪录片 15集 北京电视台 总导演：谢飞
- 日出(2002) 23集 导演：谢飞 编剧: 万方 程世鉴 根据曹禺同名话剧改编
- 豪门惊梦 (2003) 38集 总导演：谢飞 编剧：梁风仪 何晴  汪启南 根据梁风仪同名小说改编

## 风格
人物，人物，还是人物。谢飞作品坚持电影表现人物命运的叙事原则，让人物命运驱动叙事，产生真实自然的张力，悬念，转折，高潮，引起观众同情共鸣，达到净化升华。他以宽厚的人道主义同情心关怀普通小人物的命运，表现人物求真，求善的追求和挫折，无论是现实中的人物（李慧泉，香二嫂）还是过去的人物（萧萧）以及现实和过去混合的人物，（希南，七月，曲林，小弟， 凝玉），（白音宝力格，索米娅，老额吉），（益西卓玛，加措）。苗汉杂居，蒙族和藏族人物区别与汉族人物的纯朴，宽容和对自然，对生命和佛的崇敬，在他的作品中得到赞扬。虽然他也真实地暴露和批判冷漠，残酷，丑恶的人物，事件（从来没有漫画式的夸张），但同情，关怀，颂扬善良的主人公是他的艺术审美特点，即便人物有时有缺憾的一面。这种同情审美几乎伴随着他影片中每个主人公和次要人物身上，尤其在《黑骏马》和《益西卓玛》的主人公人物身上得到充分的体现。这两部影片的主题中的忏悔，赎救，宽容，和解，通过人物和人物关系得到突出表现。这是谢飞进入五十岁知天命的生命阶段拍出的具有更丰富的人道主义内涵的作品，因此更具有魅力。
他对电影艺术的视听元素运用非常娴熟，拍摄和组接的方式属于场面调度和蒙太奇结合的方法，而且不断地试探，创新，有力地，具象地，像音乐作曲那样拍摄和组接镜头，创作出很多经典场面和段落。
他的室内场面的调度，对话，动作，强调性的插入镜头的组合，流畅而有张力。如: 《我们的田野》中 知青宿舍内，希男和七月发生冲突，小弟病发；《黑骏马》变成5个孩子的母亲索尼亚家中的段落；索尼娅与白音宝力格兄妹俩夜谈的场面；《香魂女》中的诸多室内场面，包括丈夫暴虐香二嫂的场面。
大量的实景外景的风景镜头是谢飞电影的重要组成，它们不只限于介绍环境，简单的风景显现，而是衬托人物的喜怒哀乐的有机部分。《我们的田野》中各种季节，光线下的风景镜头，多次出现的白桦林镜头。《湘女萧萧》中的水田，山脉烘托人物的纯朴，形成对比湘人封建，愚昧和残酷。《香魂女》中的水乡，芦苇塘，塘边有层次的香二嫂家。《黑骏马》中的大草原，山坡，湖泊，河流，芦苇，白桦树，蒙古包。 《益西卓玛》中益西卓玛在喇嘛桑秋陪同下爬雪山过草地寻夫的风景镜头。
叠化是他风格中常用的另一个抒情叙事镜头组合.
《黑骏马》开头结尾白音宝力格骑马在歌声中回到草原，离开草原。《本命年》李慧泉在赵雅芝歌声中回忆童年。
谢飞谙知体现电影艺术美的重要组成：场面和段落。他影片有很多别具匠心，感人的场面和段落。
《我们的田野》中车坏，野外夜宿；凝玉回城告别；夜送小弟 去医院。《湘女萧萧》中雨天磨房萧萧失身；乡民拷打铁匠，小寡妇沉潭；萧萧在甘蔗林中寻找花狗。《本命年》李慧泉穿过地下通道，进入杂院回家。《黑骏马》老额吉与童年的白云宝力格和索尼雅在草原上素朴的生活段落；老额吉在蒙古包外痴呆场面（两个镜头！）；索尼雅乘草垛车送白音宝力格进城上学动人段落；索尼亚怀抱婴儿，拉牛车葬老额吉；芦苇滩其其格认白音宝力格为父亲；索尼亚结尾送别白音宝力格。《益西卓玛》 加错和益希草地野花丛中的野合；闪跃的酥油灯围绕着加错的遗体受人祭奠。
谢飞为表现内容的视听觉元素组合创新是他风格中重要的组成部分：
《我们的田野中》长焦变焦（开场雨林车站接希南），希南访七月父母家的镜内调度。《本命年》放弃配乐，使用歌手赵雅芝的歌曲表现人物情绪心境；大量的室内外夜景的特殊光效，用顶光，底光刻画人物；排除背景的长焦人物特写；开场的长镜头的跟拍；李慧泉屋内的特写慢摇；方叉子和李慧在黑暗中的烟头红光；李慧泉回忆童年的叠化。《黑骏马》中的大量的外景大远长镜头。《益西卓玛》中加贡庄园的复杂的平跟，升降。《益西卓玛》将布达拉宫和益希家拉在一起的平稳变焦（冒险已经被淘汰的方法）。冒着审查不通过的可能拍摄《湘女萧萧》中寡妇被裸体游街。
努力找寻故事所需的外景实景增强影片的表现力：
《黑骏马》为了影片的纯蒙古特色放弃在内蒙选景，转移到条件艰苦的外蒙。《益西卓玛》9次进藏准备;独特的布达拉宫下的老年益希加错家; 从来没有在中国电影中出现过的江孜贵族庄园。《香魂女》连接水塘有层次的香二嫂家。《本命年》北京狭窄胡同，拥挤不堪的杂院。《湘女萧萧》中的湘西山村，水田，凤凰古镇。《我们的田野》中各个季节的的北大荒平原。映衬人物心情的白桦林。
为真实的表现蒙族，藏族的生活，坚持用蒙语, 藏语对话同期拍摄。
电影音乐采取故事发生地的特色民族音乐或歌曲是他影片的一大特点，《湘女萧萧》中的湘西民歌，《黑骏马》的蒙族长调，《益西卓玛》中的藏族情歌。它们还起着影片的重要叙事功能: 如《黑骏马》中的《钢嘎哈拉》。《益西卓玛》中益希歌唱著名藏族六世喇嘛仓央加错的情歌。
演员选择的准确，发挥演员的长处是谢飞影片成功的重要元素之一。在导演《本命年》时，他找了与人物年龄相符的姜文演李慧泉，采取让姜文沉浸在角色中的方法表演，并接受姜文的很多对人物的理解和表演。《黑骏马》选择74岁的蒙古功勋演员达拉苏荣演老额吉，蒙族演员娜仁花，腾格尔演领演。配角全部蒙古演员，各个出色。《香魂女》《湘女萧萧》《我们的田野》《益西卓玛》演员的选择和表演都是影片成功的重要组成部分。
谢飞坚信电影艺术是在导演领导和总设计下，各个部门创作人员充分发挥自己艺术创作才能，共同完成影片摄制和后期过程的艺术。他儒雅温和，尊重合作伙伴。摄影师傅靖生，美术设计李勇新都是他的多部影片的有力合作伙伴，为影片的做出重要贡献。

## 著作
- 《谢飞集》中国电影出版社 1998年
- 《电影导演创作》 中国电影出版社 2011年
- 《谢觉哉家书》  生活.读书。 新知 三联书店 2015年
- 《叙旧与尝新：谢飞自选集》（王垚编）北京电影学院学者书库/中国国际广播出版社 2022年
- 《百岁红军百年路-王定国人生传奇》 谢飞编选 中国文学出版社 2023年
- 《谢飞观影笔记1957-1962》谢飞著 线装书局有限公司 2023年8月第1版 ISBN 978-7-89544-750-9

## 研究评价
《静之河：谢飞研究文集》 王人殷 中国电影导演系列丛书 中国电影出版社 2002年

## 荣誉

### 电影奖项
| 年份 | 作品         | 奖项                                                                       |
| ---- | ------------ | -------------------------------------------------------------------------- |
| 1979 | 《向导》     | 中华人民共和国文化部优秀影片奖                                             |
| 1987 | 《湘女萧萧》 | 第三十四届西班牙圣赛巴斯蒂安国际电影节堂吉诃德奖                           |
| 1990 | 《本命年》   | 第四十届西柏林国际电影节个人艺术成就银熊奖，第十三届电影百花奖最佳故事片奖 |
| 1993 | 《香魂女》   | 第四十三届德国柏林电影节金熊奖                                             |
| 1992 | 《黑骏马》   | 第十九届蒙特利尔国际电影节最佳导演奖，最佳音乐奖                           |
| 2000 | 《益西卓玛》 | 第二十届中国电影金鸡奖最佳剧本特别奖                                       |

### 勋章奖章
- 蒙古北极星勋章（2019年10月16日于北京中国大饭店颁发[5]）：表彰其1995年与蒙古国合作拍摄的电影《黑骏马》的巨大成功和长久影响。